# Tord collblanc meridional
El tord collblanc meridional (Turdus albicollis) és una espècie d'ocell de la família dels túrdids (Turdidae) que habita boscos, selves i ciutats d'Amèrica del Sud, des del nord i est de Colòmbia, Veneçuela i Guaiana cap al sud, a través del Brasil i el Perú oriental fins a Bolívia, i a l'est de Brasil, el Paraguai i nord de l'Argentina.